# Fazl-e-Haq Khairabadi
Fazl-e-Haq Khairabadi, né en 1796/1797 et mort le 19 août 1861, est un juriste hanafite du fiqh, érudit rationaliste, théologien maturidi, philosophe et poète. 
Militant du mouvement indépendantiste indien, il s'est battu contre l'occupation britannique. Il a publié les premiers décrets religieux en faveur de la conduite du jihad militaire contre le colonialisme britannique en 1857 et a inspiré plusieurs autres à rejoindre la rébellion de 1857. Il a écrit Taḥqīqulfatvá fī ibt̤āl al-t̤ug̲h̲vá pour réfuter le Taqwiyat al-Imān de Shah Ismail Dehlvi (en), et a écrit des livres comme al- S̲aurah al-Hindiyah.